# ホルヘ・ダレッサンドロ
ロベルト・ホルヘ・ダレッサンドロ・ディ・ニノ（Roberto Jorge D'Alessandro di Ninno、1949年7月28日 - ）は、アルゼンチン・ブエノスアイレス出身の元サッカー選手、サッカー指導者。ポジションはゴールキーパー。
キャリアの大半を送ったUDサラマンカでは公式戦307試合に出場し、歴代5位の記録を誇る。

## クラブ経歴
アルゼンチンのブエノスアイレスに生まれ、CAサン・ロレンソ・デ・アルマグロでは6年間プレーし、4度のアルゼンチン1部リーグ優勝を経験した。1974年、サン・ロレンソがスペインのUDサラマンカと親善試合を行った際、ダレッサンドロのプレーに衝撃を受けたサラマンカは彼の獲得を決めた。
サラマンカには10シーズン在籍し、1部通算242試合に出場した。これは、サラマンカにおける1部最多出場記録である。